# Let Her Go
Let Her Go is een single van Passenger.

## Passenger
Let Her Go is een single van de Britse singer-songwriter Mike Rosenberg onder zijn artiestennaam Passenger. Het nummer is afkomstig van het album All the little lights en werd over de hele wereld een grote hit. In Nederland werd het nummer 3FM Megahit in week 43 van 2012, een week later werd het ook Alarmschijf op 538. Vervolgens stond de single wekenlang in de top 10 van de Single Top 100 en Nederlandse Top 40. Let Her Go bleek bovendien over een lange adem te beschikken want in de Top 100 verbrak het record van langst genoteerde plaat aller tijden. Het stond 129 weken lang in de Single Top 100, gevolgd door Waves van Mr. Probz, dat 126 weken genoteerd heeft gestaan.

### Hitnoteringen
| Hitlijst               | Datum van binnenkomst | Hoogste positie | Aantal weken | Laatste notering |
| ---------------------- | --------------------- | --------------- | ------------ | ---------------- |
| Single Top 100         | 20-10-2012            | 2               | 129          | 11-04-2015       |
| Nederlandse Top 40     | 27-10-2012            | 1               | 24           | 13-04-2013       |
| Vlaamse Ultratop 50    | 17-11-2012            | 1               | 39           | 04-01-2014       |
| Vlaamse Radio 2 Top 30 | 17-11-2012            | 1               | 20           | 30-03-2013       |
| Waalse Ultratop 50     | 01-12-2012            | 11              | 36           | 18-01-2014       |
| Australische Top 50    | 24-03-2013            | 1               | 28           | 06-10-2013       |
| Deense Top 40          | 09-02-2013            | 1               | 31           | 01-11-2013       |
| Duitse Top 100         | 09-02-2013            | 1               | 30           | 31-08-2013       |
| Finse Top 20           | 02-03-2013            | 1               | 21           | 27-07-2013       |
| Franse Top 200         | 23-03-2013            | 6               | 87           | *                |
| Nieuw-Zeelandse Top 40 | 18-03-2013            | 1               | 25           | 09-09-2013       |
| Noorse Top 20          | 16-03-2013            | 1               | 41           | 25-01-2014       |
| Oostenrijkse Top 75    | 01-03-2013            | 1               | 38           | 06-12-2013       |
| Spaanse Top 50         | 07-04-2013            | 3               | 60           | 08-02-2015       |
| UK Singles Chart       | 20-04-2013            | 2               | 54           | 04-05-2014       |
| Billboard Hot 100      | 17-08-2013            | 6               | 43           | 31-01-2014       |
| Zweedse Top 60         | 12-01-2013            | 1               | 89           | 17-04-2015       |
| Zwitserse Top 75       | 02-03-2013            | 1               | 88           | 08-02-2015       |

#### Nederlandse Top 40
| Positie: | 37 | 5  | 2  | 2  | 2  | 2  | 3  | 1  | 1  | 2  | 2  | 2   | 4 |
| Week:    | 14 | 15 | 16 | 17 | 18 | 19 | 20 | 21 | 22 | 23 | 24 |     |   |
| Positie: | 6  | 7  | 6  | 6  | 6  | 7  | 12 | 16 | 22 | 27 | 31 | uit |   |

#### NederlandseSingle Top 100
| Hitnotering: (week 1 t/m 62) 20-10-2012 t/m 21-12-2013 Hitnotering: (week 63 t/m 129) 04-01-2014 t/m 11-04-2015 | Hitnotering: (week 1 t/m 62) 20-10-2012 t/m 21-12-2013 Hitnotering: (week 63 t/m 129) 04-01-2014 t/m 11-04-2015 | Hitnotering: (week 1 t/m 62) 20-10-2012 t/m 21-12-2013 Hitnotering: (week 63 t/m 129) 04-01-2014 t/m 11-04-2015 | Hitnotering: (week 1 t/m 62) 20-10-2012 t/m 21-12-2013 Hitnotering: (week 63 t/m 129) 04-01-2014 t/m 11-04-2015 | Hitnotering: (week 1 t/m 62) 20-10-2012 t/m 21-12-2013 Hitnotering: (week 63 t/m 129) 04-01-2014 t/m 11-04-2015 | Hitnotering: (week 1 t/m 62) 20-10-2012 t/m 21-12-2013 Hitnotering: (week 63 t/m 129) 04-01-2014 t/m 11-04-2015 | Hitnotering: (week 1 t/m 62) 20-10-2012 t/m 21-12-2013 Hitnotering: (week 63 t/m 129) 04-01-2014 t/m 11-04-2015 | Hitnotering: (week 1 t/m 62) 20-10-2012 t/m 21-12-2013 Hitnotering: (week 63 t/m 129) 04-01-2014 t/m 11-04-2015 | Hitnotering: (week 1 t/m 62) 20-10-2012 t/m 21-12-2013 Hitnotering: (week 63 t/m 129) 04-01-2014 t/m 11-04-2015 | Hitnotering: (week 1 t/m 62) 20-10-2012 t/m 21-12-2013 Hitnotering: (week 63 t/m 129) 04-01-2014 t/m 11-04-2015 | Hitnotering: (week 1 t/m 62) 20-10-2012 t/m 21-12-2013 Hitnotering: (week 63 t/m 129) 04-01-2014 t/m 11-04-2015 | Hitnotering: (week 1 t/m 62) 20-10-2012 t/m 21-12-2013 Hitnotering: (week 63 t/m 129) 04-01-2014 t/m 11-04-2015 | Hitnotering: (week 1 t/m 62) 20-10-2012 t/m 21-12-2013 Hitnotering: (week 63 t/m 129) 04-01-2014 t/m 11-04-2015 | Hitnotering: (week 1 t/m 62) 20-10-2012 t/m 21-12-2013 Hitnotering: (week 63 t/m 129) 04-01-2014 t/m 11-04-2015 | Hitnotering: (week 1 t/m 62) 20-10-2012 t/m 21-12-2013 Hitnotering: (week 63 t/m 129) 04-01-2014 t/m 11-04-2015 | Hitnotering: (week 1 t/m 62) 20-10-2012 t/m 21-12-2013 Hitnotering: (week 63 t/m 129) 04-01-2014 t/m 11-04-2015 | Hitnotering: (week 1 t/m 62) 20-10-2012 t/m 21-12-2013 Hitnotering: (week 63 t/m 129) 04-01-2014 t/m 11-04-2015 | Hitnotering: (week 1 t/m 62) 20-10-2012 t/m 21-12-2013 Hitnotering: (week 63 t/m 129) 04-01-2014 t/m 11-04-2015 | Hitnotering: (week 1 t/m 62) 20-10-2012 t/m 21-12-2013 Hitnotering: (week 63 t/m 129) 04-01-2014 t/m 11-04-2015 | Hitnotering: (week 1 t/m 62) 20-10-2012 t/m 21-12-2013 Hitnotering: (week 63 t/m 129) 04-01-2014 t/m 11-04-2015 |
| Week: | 1 | 2 | 3 | 4 | 5 | 6 | 7 | 8 | 9 | 10 | 11 | 12 | 13 | 14 | 15 | 16 | 17 | 18 | 19 |
| --- | --- | --- | --- | --- | --- | --- | --- | --- | --- | --- | --- | --- | --- | --- | --- | --- | --- | --- | --- |
| Positie: | 42 | 4 | 2 | 3 | 3 | 3 | 5 | 2 | 2 | 4 | 3 | 2 | 3 | 5 | 7 | 8 | 5 | 8 | 9 |
| Week: | 20 | 21 | 22 | 23 | 24 | 25 | 26 | 27 | 28 | 29 | 30 | 31 | 32 | 33 | 34 | 35 | 36 | 37 | 38 |
| Positie: | 12 | 12 | 18 | 21 | 25 | 22 | 37 | 37 | 47 | 44 | 50 | 49 | 56 | 65 | 43 | 54 | 28 | 34 | 46 |
| Week: | 39 | 40 | 41 | 42 | 43 | 44 | 45 | 46 | 47 | 48 | 49 | 50 | 51 | 52 | 53 | 54 | 55 | 56 | 57 |
| Positie: | 55 | 53 | 51 | 53 | 66 | 68 | 66 | 67 | 78 | 67 | 71 | 60 | 84 | 96 | 79 | 78 | 67 | 74 | 82 |
| Week: | 58 | 59 | 60 | 61 | 62 | | 63 | 64 | 65 | 66 | 67 | 68 | 69 | 70 | 71 | 72 | 73 | 74 | 75 |
| Positie: | 87 | 90 | 84 | 91 | 80 | uit | 64 | 62 | 76 | 85 | 83 | 77 | 93 | 86 | 93 | 89 | 86 | 71 | 73 |
| Week: | 76 | 77 | 78 | 79 | 80 | 81 | 82 | 83 | 84 | 85 | 86 | 87 | 88 | 89 | 90 | 91 | 92 | 93 | 94 |
| Positie: | 72 | 76 | 68 | 63 | 72 | 65 | 82 | 78 | 63 | 69 | 68 | 88 | 86 | 68 | 77 | 67 | 75 | 77 | 73 |
| Week: | 95 | 96 | 97 | 98 | 99 | 100 | 101 | 102 | 103 | 104 | 105 | 106 | 107 | 108 | 109 | 110 | 111 | 112 | 113 |
| Positie: | 73 | 76 | 77 | 74 | 76 | 75 | 76 | 70 | 62 | 63 | 66 | 59 | 62 | 63 | 69 | 60 | 69 | 74 | 84 |
| Week: | 114 | 115 | 116 | 117 | 118 | 119 | 120 | 121 | 122 | 123 | 124 | 125 | 126 | 127 | 128 | 129 | | | |
| Positie: | 96 | 74 | 63 | 70 | 68 | 72 | 74 | 72 | 69 | 68 | 71 | 80 | 83 | 89 | 89 | 81 | uit | | |

#### VlaamseUltratop 50
| Hitnotering: (week 1 t/m 30)17-11-2012 t/m 08-06-2013 Hitnotering: (week 31 t/m 38) 22-06-2013 t/m 10-08-2013 Hitnotering: (week 39) 04-01-2014 | Hitnotering: (week 1 t/m 30)17-11-2012 t/m 08-06-2013 Hitnotering: (week 31 t/m 38) 22-06-2013 t/m 10-08-2013 Hitnotering: (week 39) 04-01-2014 | Hitnotering: (week 1 t/m 30)17-11-2012 t/m 08-06-2013 Hitnotering: (week 31 t/m 38) 22-06-2013 t/m 10-08-2013 Hitnotering: (week 39) 04-01-2014 | Hitnotering: (week 1 t/m 30)17-11-2012 t/m 08-06-2013 Hitnotering: (week 31 t/m 38) 22-06-2013 t/m 10-08-2013 Hitnotering: (week 39) 04-01-2014 | Hitnotering: (week 1 t/m 30)17-11-2012 t/m 08-06-2013 Hitnotering: (week 31 t/m 38) 22-06-2013 t/m 10-08-2013 Hitnotering: (week 39) 04-01-2014 | Hitnotering: (week 1 t/m 30)17-11-2012 t/m 08-06-2013 Hitnotering: (week 31 t/m 38) 22-06-2013 t/m 10-08-2013 Hitnotering: (week 39) 04-01-2014 | Hitnotering: (week 1 t/m 30)17-11-2012 t/m 08-06-2013 Hitnotering: (week 31 t/m 38) 22-06-2013 t/m 10-08-2013 Hitnotering: (week 39) 04-01-2014 | Hitnotering: (week 1 t/m 30)17-11-2012 t/m 08-06-2013 Hitnotering: (week 31 t/m 38) 22-06-2013 t/m 10-08-2013 Hitnotering: (week 39) 04-01-2014 | Hitnotering: (week 1 t/m 30)17-11-2012 t/m 08-06-2013 Hitnotering: (week 31 t/m 38) 22-06-2013 t/m 10-08-2013 Hitnotering: (week 39) 04-01-2014 | Hitnotering: (week 1 t/m 30)17-11-2012 t/m 08-06-2013 Hitnotering: (week 31 t/m 38) 22-06-2013 t/m 10-08-2013 Hitnotering: (week 39) 04-01-2014 | Hitnotering: (week 1 t/m 30)17-11-2012 t/m 08-06-2013 Hitnotering: (week 31 t/m 38) 22-06-2013 t/m 10-08-2013 Hitnotering: (week 39) 04-01-2014 | Hitnotering: (week 1 t/m 30)17-11-2012 t/m 08-06-2013 Hitnotering: (week 31 t/m 38) 22-06-2013 t/m 10-08-2013 Hitnotering: (week 39) 04-01-2014 | Hitnotering: (week 1 t/m 30)17-11-2012 t/m 08-06-2013 Hitnotering: (week 31 t/m 38) 22-06-2013 t/m 10-08-2013 Hitnotering: (week 39) 04-01-2014 | Hitnotering: (week 1 t/m 30)17-11-2012 t/m 08-06-2013 Hitnotering: (week 31 t/m 38) 22-06-2013 t/m 10-08-2013 Hitnotering: (week 39) 04-01-2014 | Hitnotering: (week 1 t/m 30)17-11-2012 t/m 08-06-2013 Hitnotering: (week 31 t/m 38) 22-06-2013 t/m 10-08-2013 Hitnotering: (week 39) 04-01-2014 | Hitnotering: (week 1 t/m 30)17-11-2012 t/m 08-06-2013 Hitnotering: (week 31 t/m 38) 22-06-2013 t/m 10-08-2013 Hitnotering: (week 39) 04-01-2014 | Hitnotering: (week 1 t/m 30)17-11-2012 t/m 08-06-2013 Hitnotering: (week 31 t/m 38) 22-06-2013 t/m 10-08-2013 Hitnotering: (week 39) 04-01-2014 | Hitnotering: (week 1 t/m 30)17-11-2012 t/m 08-06-2013 Hitnotering: (week 31 t/m 38) 22-06-2013 t/m 10-08-2013 Hitnotering: (week 39) 04-01-2014 | Hitnotering: (week 1 t/m 30)17-11-2012 t/m 08-06-2013 Hitnotering: (week 31 t/m 38) 22-06-2013 t/m 10-08-2013 Hitnotering: (week 39) 04-01-2014 | Hitnotering: (week 1 t/m 30)17-11-2012 t/m 08-06-2013 Hitnotering: (week 31 t/m 38) 22-06-2013 t/m 10-08-2013 Hitnotering: (week 39) 04-01-2014 | Hitnotering: (week 1 t/m 30)17-11-2012 t/m 08-06-2013 Hitnotering: (week 31 t/m 38) 22-06-2013 t/m 10-08-2013 Hitnotering: (week 39) 04-01-2014 | Hitnotering: (week 1 t/m 30)17-11-2012 t/m 08-06-2013 Hitnotering: (week 31 t/m 38) 22-06-2013 t/m 10-08-2013 Hitnotering: (week 39) 04-01-2014 |
| Week: | 1 | 2 | 3 | 4 | 5 | 6 | 7 | 8 | 9 | 10 | 11 | 12 | 13 | 14 | 15 | 16 | 17 | 18 | 19 | 20 | 21 |
| --- | --- | --- | --- | --- | --- | --- | --- | --- | --- | --- | --- | --- | --- | --- | --- | --- | --- | --- | --- | --- | --- |
| Positie: | 24 | 5 | 1 | 1 | 3 | 2 | 2 | 2 | 2 | 2 | 2 | 2 | 2 | 4 | 3 | 9 | 11 | 12 | 13 | 18 | 12 |
| Week: | 22 | 23 | 24 | 25 | 26 | 27 | 28 | 29 | 30 | | 31 | 32 | 33 | 34 | 35 | 36 | 37 | 38 | | 39 | |
| Positie: | 13 | 26 | 39 | 38 | 33 | 26 | 37 | 38 | 48 | uit | 42 | 41 | 50 | 37 | 36 | 40 | 42 | 42 | uit | 50 | uit |

#### VlaamseRadio 2 Top 30
| Hitnotering: 17-11-2012 t/m 30-03-2013 | Hitnotering: 17-11-2012 t/m 30-03-2013 | Hitnotering: 17-11-2012 t/m 30-03-2013 | Hitnotering: 17-11-2012 t/m 30-03-2013 | Hitnotering: 17-11-2012 t/m 30-03-2013 | Hitnotering: 17-11-2012 t/m 30-03-2013 | Hitnotering: 17-11-2012 t/m 30-03-2013 | Hitnotering: 17-11-2012 t/m 30-03-2013 | Hitnotering: 17-11-2012 t/m 30-03-2013 | Hitnotering: 17-11-2012 t/m 30-03-2013 | Hitnotering: 17-11-2012 t/m 30-03-2013 | Hitnotering: 17-11-2012 t/m 30-03-2013 | Hitnotering: 17-11-2012 t/m 30-03-2013 | Hitnotering: 17-11-2012 t/m 30-03-2013 | Hitnotering: 17-11-2012 t/m 30-03-2013 | Hitnotering: 17-11-2012 t/m 30-03-2013 | Hitnotering: 17-11-2012 t/m 30-03-2013 | Hitnotering: 17-11-2012 t/m 30-03-2013 | Hitnotering: 17-11-2012 t/m 30-03-2013 | Hitnotering: 17-11-2012 t/m 30-03-2013 | Hitnotering: 17-11-2012 t/m 30-03-2013 | Hitnotering: 17-11-2012 t/m 30-03-2013 |
| Week:                                  | 1                                      | 2                                      | 3                                      | 4                                      | 5                                      | 6                                      | 7                                      | 8                                      | 9                                      | 10                                     | 11                                     | 12                                     | 13                                     | 14                                     | 15                                     | 16                                     | 17                                     | 18                                     | 19                                     | 20                                     |                                        |
| -------------------------------------- | -------------------------------------- | -------------------------------------- | -------------------------------------- | -------------------------------------- | -------------------------------------- | -------------------------------------- | -------------------------------------- | -------------------------------------- | -------------------------------------- | -------------------------------------- | -------------------------------------- | -------------------------------------- | -------------------------------------- | -------------------------------------- | -------------------------------------- | -------------------------------------- | -------------------------------------- | -------------------------------------- | -------------------------------------- | -------------------------------------- | -------------------------------------- |
| Positie:                               | 28                                     | 24                                     | 6                                      | 1                                      | 1                                      | 1                                      | 1                                      | 1                                      | 1                                      | 1                                      | 2                                      | 2                                      | 2                                      | 3                                      | 5                                      | 12                                     | 16                                     | 18                                     | 21                                     | 30                                     | uit                                    |

#### NPO Radio 2 Top 2000
| Nummer met noteringen in de NPO Radio 2 Top 2000 | '12 | '13 | '14 | '15 | '16 | '17 | '18 | '19 | '20 | '21 | '22 | '23 | '24 |
| ------------------------------------------------ | --- | --- | --- | --- | --- | --- | --- | --- | --- | --- | --- | --- | --- |
| Let Her Go                                       | 351 | 89  | 94  | 175 | 204 | 274 | 429 | 521 | 567 | 648 | 666 | 591 | 713 |

1. ↑  Een vetgedrukt getal geeft de hoogste notering aan.
2. ↑  2012 was het eerste jaar met een notering voor dit nummer.

## Floortje Smit
In de vierde liveshow van het derde seizoen van The voice of Holland zong Floortje Smit op 31 november 2012 haar versie van het nummer Let Her Go. Het nummer was na de uitzending gelijk verkrijgbaar als muziekdownload en kwam een week later op nummer 69 binnen in de Nederlandse Single Top 100, wat gelijk de enige weeknotering bleek te zijn.

### Hitnotering

#### NederlandseSingle Top 100
| Positie: | 69 | uit |